# Baldovino di Lussemburgo
Baldovino di Lussemburgo (Lussemburgo, 1285 – Treviri, 21 gennaio 1354) fu un principe tedesco che divenne arcivescovo di Treviri.

## Origine
Secondo la Histoire généalogique de la maison royale de Dreux (Paris), Luxembourg, Baldovino era figlio del conte di Lussemburgo, di Durbuy, di La Roche e di Arlon, Enrico VI e della moglie, Beatrice d'Avesnes, figlia di Baldovino d'Avesnes (settembre 1219-10 aprile 1295), signore di Beaumont e di Felicita di Coucy, figlia di Tommaso di Coucy Signore di Vervins e della moglie Matilde di Rethel.
Sempre secondo la Histoire généalogique de la maison royale de Dreux (Paris), Luxembourg, Enrico VI di Lussemburgo era figlio del conte di Lussemburgo, di La Roche e di Arlon, Enrico V e della moglie, Margherita di Bar (1220 - 1275), che ancora secondo la Histoire généalogique de la maison royale de Dreux (Paris), Luxembourg, era figlia di Enrico II di Bar conte di Bar e di Filippa di Dreux, discendente (pronipote) dal re Luigi VI di Francia, figlia di Roberto II di Dreux e di Yolanda di Coucy.

## Biografia
Fratello del conte di Lussemburgo, Arrigo VII, venne eletto arcivescovo di Treviri nel 1308. Dopo l'elezione si adoperò attivamente per far salire il fratello al trono imperiale. Dopo l'incoronazione a Re di Germania nel 1309, accompagnò il fratello nella sua discesa in Italia, dove venne incoronato re d'Italia, nel 1311 e Imperatore del Sacro Romano Impero, nel 1312. Dopo la morte di Arrigo, avvenuta nel 1313, Baldovino rientrò a Treviri.
Morto il fratello sostenne Ludovico il Bavaro nello scontro con Federico III  e il papa Giovanni XXII. Rimase fedele a Ludovico fino al 1346, quando appoggiò il suo pronipote Carlo IV.
Morì a Treviri nel 1354.

## Ascendenza
|                          |                    |                             | Genitori                      |  |  | Nonni |  |  | Bisnonni                 |  |  | Trisnonni              |  |
|                          |                    |                             |                               |  |  |       |  |  | Valerano III di Limburgo |  |  | Enrico III di Limburgo |  |
|                          |                    |                             |                               |  |  |       |  |  | Valerano III di Limburgo |  |  | Enrico III di Limburgo |  |
|                          |                    | Sofia di Saarbrücken        |                               |  |  |       |  |  | Valerano III di Limburgo |  |  |                        |  |
| Enrico V di Lussemburgo  |                    |                             |                               |  |  |       |  |  | Valerano III di Limburgo |  |  |                        |  |
|                          |                    | Ermesinda di Lussemburgo    | Enrico IV di Lussemburgo      |  |  |       |  |  |                          |  |  |                        |  |
|                          |                    | Ermesinda di Lussemburgo    | Enrico IV di Lussemburgo      |  |  |       |  |  |                          |  |  |                        |  |
|                          |                    | Ermesinda di Lussemburgo    | Agnese di Gheldria            |  |  |       |  |  |                          |  |  |                        |  |
| Enrico VI di Lussemburgo |                    | Ermesinda di Lussemburgo    |                               |  |  |       |  |  |                          |  |  |                        |  |
|                          |                    | Enrico II di Bar            | Teobaldo II di Bar            |  |  |       |  |  |                          |  |  |                        |  |
|                          |                    | Enrico II di Bar            | Teobaldo II di Bar            |  |  |       |  |  |                          |  |  |                        |  |
|                          |                    | Enrico II di Bar            | Ermesinda di Bar-sur-Seine    |  |  |       |  |  |                          |  |  |                        |  |
| Margherita di Bar        |                    | Enrico II di Bar            |                               |  |  |       |  |  |                          |  |  |                        |  |
|                          |                    | Philippa di Dreux           | Roberto II di Dreux           |  |  |       |  |  |                          |  |  |                        |  |
|                          |                    | Philippa di Dreux           | Roberto II di Dreux           |  |  |       |  |  |                          |  |  |                        |  |
|                          |                    | Philippa di Dreux           | Yolande de Coucy              |  |  |       |  |  |                          |  |  |                        |  |
| Baldovino di Lussemburgo |                    | Philippa di Dreux           |                               |  |  |       |  |  |                          |  |  |                        |  |
|                          | Burcardo d'Avesnes | Giacomo d'Avesnes           |                               |  |  |       |  |  |                          |  |  |                        |  |
|                          | Burcardo d'Avesnes | Giacomo d'Avesnes           |                               |  |  |       |  |  |                          |  |  |                        |  |
|                          | Burcardo d'Avesnes | Adelina di Guisa            |                               |  |  |       |  |  |                          |  |  |                        |  |
| Baudoin d'Avesnes        | Burcardo d'Avesnes |                             |                               |  |  |       |  |  |                          |  |  |                        |  |
|                          |                    | Margherita II delle Fiandre | Baldovino I di Costantinopoli |  |  |       |  |  |                          |  |  |                        |  |
|                          |                    | Margherita II delle Fiandre | Baldovino I di Costantinopoli |  |  |       |  |  |                          |  |  |                        |  |
|                          |                    | Margherita II delle Fiandre | Maria di Champagne            |  |  |       |  |  |                          |  |  |                        |  |
| Beatrice d'Avesnes       |                    | Margherita II delle Fiandre |                               |  |  |       |  |  |                          |  |  |                        |  |
|                          |                    | Thomas II di Coucy          | Raoul I di Coucy              |  |  |       |  |  |                          |  |  |                        |  |
|                          |                    | Thomas II di Coucy          | Raoul I di Coucy              |  |  |       |  |  |                          |  |  |                        |  |
|                          |                    | Thomas II di Coucy          | Alix di Dreux                 |  |  |       |  |  |                          |  |  |                        |  |
| Félicité di Coucy        |                    | Thomas II di Coucy          |                               |  |  |       |  |  |                          |  |  |                        |  |
|                          |                    | Mahaut di Rethel            | Hugues II di Rethel           |  |  |       |  |  |                          |  |  |                        |  |
|                          |                    | Mahaut di Rethel            | Hugues II di Rethel           |  |  |       |  |  |                          |  |  |                        |  |
|                          |                    | Mahaut di Rethel            | Félicité di Broyes            |  |  |       |  |  |                          |  |  |                        |  |
|                          |                    | Mahaut di Rethel            |                               |  |  |       |  |  |                          |  |  |                        |  |

## Genealogia episcopale
La genealogia episcopale è:
- Papa Clemente V
- Arcivescovo Baldovino di Lussemburgo

### Letteratura storiografica
- (FR)  Histoire généalogique de la maison royale de Dreux (Paris), Luxembourg.
- Enciclopedia italiana di scienze, lettere ed arti, edito a cura dell'Istituto Giovanni Treccani